# Oriental Heritage (Ningbo)
Koordinaten: 30° 19′ 19″ N, 121° 10′ 42″ O
Oriental Heritage (chinesisch 方特东方神画) ist ein chinesischer Freizeitpark in Ningbo, Zhejiang, der am 16. April 2016 eröffnet wurde. Er wird von der Fantawild Holdings betrieben, die auch andere Freizeitparks in China betreiben.

## Liste der Achterbahnen
| Name                          | Typ                               | Hersteller         | Eröffnungsjahr |
| ----------------------------- | --------------------------------- | ------------------ | -------------- |
| Jungle Trailblazer / 丛林飞龙 | Holzachterbahn mit Inversion      | Martin & Vleminckx | 2016           |
| Night Rescue / 惊魂之旅       | Minenachterbahn, Dunkelachterbahn | Jinma Rides        | 2016           |
| Stress Express / 极地快车     | Shuttle Coaster                   | Vekoma             | 2016           |